# کسر حجمی الیاف
کسر حجمی الیاف (به انگلیسی: Fiber volume ratio) یک جزء مهم ریاضی در مهندسی کامپوزیت است. کسر حجمی الیاف یا نسبت حجمی الیاف، درصد حجم الیاف به حجم کل کامپوزیت تقویت شده با الیاف است. هنگام تولید کامپوزیت زمینه پلیمری، الیاف با رزین پلیمری آغشته می‌شوند. مقدار رزین نسبت به الیاف توسط سیستم هندسی الیاف محاسبه شده که بر مقدار رزین ورودی به کامپوزیت اثر می‌گذارد. آغشته شدن رزین در اطراف الیاف بسیار به آرایش یافتگی و معماری الیاف وابسته است. تجزیه و تحلیل هندسی کامپوزیت در مقطع عرضی آن دیده می‌شود. حفره‌ها اغلب در ساختار کامپوزیت در طول فرایند تولید شکل می‌گیرد و باید در کسر حجمی کل الیاف کامپوزیت محاسبه شوند. کسر حجمی الیاف تقویت‌کننده در تعیین خواص مکانیکی کلی کامپوزیت بسیار اهمیت دارد. به گونه ای که کسر حجمی بیشتر معمولاً خواص مکانیکی بهتری را برای کامپوزیت به همراه دارد.
محاسبه حجم فیبر در کامپوزیت نسبتاً ساده است. مقدار حجم فیبر را می‌توان با استفاده از ترکیبی از وزن، تراکم، مدول الاستیک، تنش در جهت‌های مختلف، نسبت سم، و حجم ماتریکس (سیستم رزین)، الیاف و حفره‌ها محاسبه کرد.
{\displaystyle V_{f}={\frac {v_{f}}{v_{c}}}\!}
که در این‌جا
{\displaystyle V_{f}}  کسر حجمی الیاف
و
{\displaystyle v_{f}} حجم الیاف،
{\displaystyle v_{c}}  حجم کامپوزیت می‌باشد.

## روش‌های تعیین کسرحجمی الیاف

### هیدرولیز اسید
این روش شامل هیدرولیز ماتریس پلیمری با اسید است که به الیاف حمله نمی‌کند. پس ازهیدرولیز، الیاف باقی مانده شسته، خشک و وزن می‌شوند. کسر حجمی الیاف و ماتریس را می‌توان با دانستن وزن اولیه کامپوزیت و همچنین دانسیته الیاف و رزین، در لمینیت اصلی تعیین نمود. به‌طور کلی این روش برای کامپوزیتهای متشکل از تقویت‌کننده الیاف کربن استفاده می‌شود.

### تکنیک‌های مبتنی بر میکروسکوپ نوری
تکنیک‌های مبتنی بر میکروسکوپ نوری شامل پخت نمونه‌های ورقهای از لمینیت، جلا دادن با استفاده از روش‌های متالوگرافی استاندارد و به دست آمدن عکس‌های میکروگراف مقاطع عرضی دیجیتالی با استفاده از میکروسکوپ‌های نوری با بزرگنمایی‌های بین ۱۰۰ تا 2500.
تصاویر دیجیتالی ممکن است در تعدادی از مکان‌ها در امتداد طول و عرض (ضخامت) لمینیت ثبت شود.
برنامه‌های کامپیوتری در تحلیل نسبت الیاف در تصویر میکروگراف از نمونه کامپوزیت جلا داده شده کمک می‌کند. این روش به عنوان یک روش غیر مخرب برای تعیین کسر حجمی الیاف ترجیح داده شده‌است.

### روش احتراق رزین
این روش شامل حرارت دادن کامپوزیت تا دمایی که رزین ذوب گردد و الیاف بدون تغییر باقی بماند، رزین ذوب شده والیاف وزن می‌شود، سپس کسر حجمی می‌تواند با استفاده از وزن اولیه کامپوزیت و وزن الیاف محاسبه گردد. این روش معمولاً برای الیاف شیشه استفاده می‌شود.

## اهمیت کسر حجمی الیاف
مقدار الیاف در کامپوزیت تقویت شده با آن مستقیماً با خواص مکانیکی کامپوزیت مطابقت دارد. از نظر تئوری، اگر الیاف در پیکربندی هگزاگونال (شش ضلعی) متراکم تک جهتی باشند حداکثر کسر حجمی الیاف با سطح مقطع دایرهای شکل که در کامپوزیت به دست می‌آید، ۹۰٫۸٪ است. اما نکته قابل توجه آن است که در عمل، جهت‌گیری کامل الیاف امکان‌پذیر نیست. حداکثر کسرحجمی الیاف در حدود ۷۰٪ (معمولا در محدوده ۶۵–۵۰٪) است که به روش تولید کامپوزیت بستگی دارد. افزودن الیاف تقویت‌کننده به میزان خیلی کم در کامپوزیت، عملاً خواص مواد را بدتر خواهد کرد. همچنین کسرحجمی بیش از حد الیاف نیز ممکن است استحکام کامپوزیت را به دلیل کمبود فضا برای ماتریس، که بتواند به‌طور کامل الیاف را احاطه کرده و با آن پیوند برقرار کند، کاهش دهد.
بنابراین، فضای مناسبی بین الیاف وجود دارد که رزین بتواند کاملاً انتقال بار به‌طور یکنواخت بین الیاف بکار ببرد. به صورت تئوری با توجه به کسر حجمی الیاف، خواص الاستیک کامپوزیت می‌تواند تعیین شود. مدول الاستیک یک کامپوزیت تقویت شده با الیاف تک جهته می‌تواند با استفاده از معادله زیر محاسبه شود:
{\displaystyle E=(1-{V_{f}}){E_{m}}+{V_{f}}{E_{f}}}
در اینجا:
{\displaystyle V_{f}}  کسر حجمی الیاف
و
{\displaystyle E_{m}}  مدول الاستیک ماتریس
{\displaystyle E_{f}}  مدول الاستیک الیاف است.

## آرایش یافتگی و نظم الیاف متراکم
یک کامپوزیت نمی‌تواند ۱۰۰٪ از الیاف تشکیل شده باشد، تنها زمانی حداکثر کسر حجمی الیاف در یک کامپوزیت وجود خواهد داشت که الیاف غیر هم جهت و کاملاً فشرده در تماس با هم آرایش یافته باشند. معمولاً الیاف در شبکه فضایی مربعی (کیوبیک) یا شش ضلعی (هگزاگونال) و همچنین در نظم لایه مانند نازکی آرایش می‌یابند. با فرض اینکه هر لیف دارای یک سطح مقطع دایره ای با قطر مشابه است، مقدارکسر حجمی الیاف این دو نوع شبکه به ترتیب زیر می‌باشد:
هگزاگونال (شش ضلعی)
{\displaystyle {V_{f}}=({\frac {\pi }{2{\sqrt {3}}}}){({\frac {r}{R}})^{2}}}
مربع
{\displaystyle {V_{f}}=({\frac {\pi }{4}}){({\frac {r}{R}})^{2}}}
در اینجا:
{\displaystyle r}  شعاع الیاف است.
و
{\displaystyle 2R}  فاصله مرکزهای دو لیف مجاور می‌باشد.
همان‌طور که بیان شد حداکثر کسر حجمی الیاف زمانی اتفاق می‌افتد که الیاف با یکدیگرمماس شوند، یعنی r = R. پس برای یک آرایه شش ضلعی (هگزاگونال) ۰٫۹۰۷={\displaystyle V_{f,max}}  و برای کیوبیک متراکم ۰٫۷۸۵ = {\displaystyle V_{f,max}}.
اگرچه، این‌ها فقط برای تحلیل تئوری استفاده می‌شوند که شرایط ایدئال می‌باشد. در موارد عملی می‌تواند تغییرات در قطر وجود داشته باشد و متراکم شدن الیاف نامنظم باشد. عملاً، رسیدن به یک کسر حجمی بیش از ۰٫۷ سخت است و این مقدار باید به عنوان حد واقعی برای مواد تجاری در نظر گرفته شود.
در فرایند تولید کامپوزیت، استفاده از روش‌های مختلف گنجاندن الیاف می‌تواند کسرحجمی‌های مختلفی را برای کامپوزیت به همراه داشته باشد. پارچه‌های دو بعدی تقویت شده با الیاف پیش آغشته تک جهتی، الیاف کامپوزیتی (معمولا کربن) هستند که حاوی رزین پلیمری ترموست همچون اپوکسی یا رزین ترموپلاست می‌باشند، دارای بالاترین کسرحجمی الیاف در بین روش‌های متداول دارند. روش الیاف پیچی برای تولید کامپوزیت تقویت شده با الیاف نیز معمولاً با کسر حجمی‌های بالایی حدوداً ۷۰٪ همراه می‌باشد. این روش کنترل دقیق تری بر روی کشش الیاف و محتوای رزین دارد.

## کسر حجمی حفره
کسر تخلخل یا حفره، میزانی از فضاهای تهی (یعنی "خالی") در یک ماده است که به صورت کسر حجمی از حفره‌ها نسبت به حجم کل بیان می‌شود و بین ۰ تا ۱ یا بین ۰ تا ۱۰۰٪ به صورت درصد است.
اگر یک بخش کامپوزیت حاوی حفره باشد روش‌های متعددی برای تعیین آن‌ها وجود دارد، مانند سیتی اسکن صنعتی یا روش سونو شیمی (با استفاده از امواج فراصوت). با دانستن کسر حجمی الیاف و ماتریس، حجم حفره‌ها نیز می‌توانند با استفاده از معادله زیر پیدا شوند:
{\displaystyle V_{v}=1-V_{f}-V_{m}={\frac {v_{v}}{v_{c}}}\!}
که در اینجا:
{\displaystyle V_{v}}  کسر حجمی حفره
و
{\displaystyle V_{f}} کسر حجمی الیاف
{\displaystyle V_{m}} کسر حجمی ماتریس
{\displaystyle v_{v}}  حجم حفره‌ها
{\displaystyle v_{c}}  حجم کامپوزیت است.
معادله دیگری برای محاسبه کسر حجمی حفره استفاده شده که به صورت زیر است:
در اینجا:
{\displaystyle V_{v}}  کسر حجمی حفره
و
{\displaystyle p_{ct}}  چگالی تئوری کامپوزیت بدون حفره‌ها
{\displaystyle p_{cm}} چگالی اندازه‌گیری شده کامپوزیت است.

### محاسبه محتوای حفره
روش‌های زیادی برای بررسی محتوای حفره مواد (از جمله کامپوزیت‌ها) وجود دارد. ابتدا یک بخش جلا داده را امتحان کنید، حفره‌ها را در آن بخش یا به صورت دستی یا با استفاده از تحلیل کمکی کامپیوتری مشخص کنید و سپس کسر سطحی مربوط به کسر حجمی کامپوزیت را تعیین کنید.
روش دیگر به اندازه‌گیری دقیق چگالی نمونه و مقایسه آن با چگالی تئوری در معادله بیان شده در بخش قبل نیاز دارد. چگالی توسط وزن نمونه در هوا و سپس در مایعی با چگالی مشخص تعیین می‌گردد. با استفاده از اصل ارمیدز، چگالی اندازه‌گیری شده توسط معادله زیر با توجه به وزن نمونه اندازه‌گیری شده بیان می‌شود به طوریکه زیروندهای
"L"و "a" به ترتیب به هوا و مایع اشاره می‌کند:
{\displaystyle p={\frac {(W_{apL}-W_{Lpa})}{(W_{a}-W_{L})}}\!}
در اینجا:
{\displaystyle p} چگالی اندازه‌گیری شده نمونه کامپوزیت است.
و
{\displaystyle W_{apL}} وزن کامپوزیت در هوا
{\displaystyle W_{Lpa}} وزن کامپوزیت در مایع
{\displaystyle W_{a}}  وزن هوا
{\displaystyle W_{L}}  وزن مایع است.
مایع استفاده شده در این روش باید دارای چگالی بالا و پایداری شیمیایی و فشار بخار کم و کشش سطحی باشد. مشهورترین در حال حاضر perfluoro- 1 - methyl decalin است.